# Monte Lirio
Monte Lirio è un comune (corregimiento) della Repubblica di Panama situato nel distretto di Renacimiento, provincia di Chiriquí. Si estende su una superficie di 43,8 km² e conta una popolazione di 2.771 abitanti (censimento 2010). Il confine con la Costa Rica è situato a pochi chilometri di distanza.